# Osøyro
Osøyro är en tätort i Norge som utgör centralort i Bjørnafjordens kommun i Vestland fylke. Orten ligger på sydöstra sidan av Bergenshalvön, vid Fusafjorden, och har 14 232 invånare (1 jan 2022). Här finns verkstads- och trävaruindustri, gymnasieskola och ett fjordhotell. E39 och riksväg 552 går genom Osøyro. Fram till 1935 fanns det smalspårig järnvägsförbindelse till Bergensbanen i Nesttun.
Orten utgjorde tidigare centralort i dåvarande Os kommun i Hordaland fylke.

### Fotnoter
1. ↑  Tettsteders befolkning og areal (på norskt bokmål), Statistisk sentralbyrå, läs online.[källa från Wikidata]
2. ↑  07459: Alders- og kjønnsfordeling i kommuner, fylker og hele landets befolkning (K) 1986 - 2023 (på norskt bokmål), Statistisk sentralbyrå, 21 februari 2023, läs online.[källa från Wikidata]